# 喀什清真寺 (塔城市)
喀什清真寺，位于新疆维吾尔自治区塔城市团结路，是伊斯兰教清真寺。

## 简介
喀什清真寺位于团结路与前进街交汇路口的西南角，坐西朝东。喀什清真寺是塔城市最大的清真寺之一，是维吾尔族、哈萨克族、乌兹别克族、柯尔克孜族、塔塔尔族等民族的穆斯林祈祷、聚礼场所。
1993年，库尔班·司马义担任塔城市喀什清真寺伊玛目。库尔班·司马义主持的喀什清真寺多次被评为“五好”清真寺，库尔班·司马义也被新疆维吾尔自治区、塔城市评为“五好”伊玛目，并当选为塔城市政协委员。
2010年，喀什清真寺被国家宗教事务局评为“首届全国创建和谐寺观教堂先进集体”。